# Luxemburgs voetbalelftal in 2008
Het Luxemburgs voetbalelftal speelde in totaal negen interlands in het jaar 2008, waaronder vier wedstrijden in de kwalificatiereeks voor de WK-eindronde 2010 in Zuid-Afrika. De ploeg stond voor het vierde opeenvolgende jaar onder leiding van oud-international Guy Hellers, die de Deen Allan Simonsen was opgevolgd. Op de FIFA-wereldranglijst steeg Luxemburg in 2008 van de 149ste (januari 2008) naar de 121ste plaats (december 2008). Doelman Jonathan Joubert was de enige speler die in 2008 in alle negen duels in actie kwam, van de eerste tot en met de laatste minuut.

## Balans
| Wedstrijden | Wedstrijden | Wedstrijden | Wedstrijden | Doelpunten | Doelpunten | Doelpunten | Punten |
| Gespeeld    | Winst       | Gelijk      | Verlies     | Voor       | Tegen      | Saldo      | Punten |
| ----------- | ----------- | ----------- | ----------- | ---------- | ---------- | ---------- | ------ |
| 9           | 1           | 3           | 5           | 7          | 17         | –10        | 0.556  |

## Interlands
|                                                                 |                           |       |                        |                                                                                     |
| 30 januari Vriendschappelijk № 487 «onderlinge duels» 18:00 uur | Saoedi-Arabië             | 2 – 1 | Luxemburg              | King Fahd International Stadium, Riyad Toeschouwers: 2.000 Scheidsrechter: onbekend |
| 30 januari Vriendschappelijk № 487 «onderlinge duels» 18:00 uur | doelpuntenmakers onbekend |       | 88' (pen.) René Peters | King Fahd International Stadium, Riyad Toeschouwers: 2.000 Scheidsrechter: onbekend |

|                                                               |           |                                         |       |                                                                                       |
| 26 maart Vriendschappelijk № 488 «onderlinge duels» 20:15 uur | Luxemburg | 0 – 2                                   | Wales | Stade Josy Barthel, Luxemburg Toeschouwers: 1.879 Scheidsrechter: Björn Kuipers (NED) |
| 26 maart Vriendschappelijk № 488 «onderlinge duels» 20:15 uur |           | 37' Freddy Eastwood 46' Freddy Eastwood |       | Stade Josy Barthel, Luxemburg Toeschouwers: 1.879 Scheidsrechter: Björn Kuipers (NED) |

|                                                             |                     |       |                   |                                                                                           |
| 27 mei Vriendschappelijk № 489 «onderlinge duels» 19:00 uur | Luxemburg           | 1 – 1 | Kaapverdië        | Stade Josy Barthel, Luxemburg Toeschouwers: 2.051 Scheidsrechter: Pavle Radovanović (MTG) |
| 27 mei Vriendschappelijk № 489 «onderlinge duels» 19:00 uur | Alphonse Leweck 77' |       | 83' Valter Borges | Stade Josy Barthel, Luxemburg Toeschouwers: 2.051 Scheidsrechter: Pavle Radovanović (MTG) |

|                                                                  |                  |       |                                                                           |                                                                                     |
| 20 augustus Vriendschappelijk № 490 «onderlinge duels» 20:15 uur | Luxemburg        | 1 – 4 | Macedonië                                                                 | Stade Josy Barthel, Luxemburg Toeschouwers: 885 Scheidsrechter: Bernd Brugger (AUT) |
| 20 augustus Vriendschappelijk № 490 «onderlinge duels» 20:15 uur | Joël Kitenge 73' |       | 6' Goran Pandev 33' Vlatko Grozdanoski 45' Goran Pandev 49' Ilčo Naumoski | Stade Josy Barthel, Luxemburg Toeschouwers: 885 Scheidsrechter: Bernd Brugger (AUT) |

|                                                                |           |                                                                           |             |                                                                                          |
| 6 september WK-kwalificatie № 491 «onderlinge duels» 19:15 uur | Luxemburg | 0 – 3                                                                     | Griekenland | Stade Josy Barthel, Luxemburg Toeschouwers: 4.596 Scheidsrechter: Anders Hermansen (DEN) |
| 6 september WK-kwalificatie № 491 «onderlinge duels» 19:15 uur |           | 36' Vassilios Torosidis 45' Theofanis Gekas 77' (pen.) Angelos Charisteas |             | Stade Josy Barthel, Luxemburg Toeschouwers: 4.596 Scheidsrechter: Anders Hermansen (DEN) |

|                                                                 |                  |       |                                       |                                                                               |
| 10 september WK-kwalificatie № 492 «onderlinge duels» 19:30 uur | Zwitserland      | 1 – 2 | Luxemburg                             | Letzigrund, Zürich Toeschouwers: 20.500 Scheidsrechter: Dejan Filipovic (SRB) |
| 10 september WK-kwalificatie № 492 «onderlinge duels» 19:30 uur | Blaise Nkufo 43' |       | 27' Jeff Strasser 87' Alphonse Leweck | Letzigrund, Zürich Toeschouwers: 20.500 Scheidsrechter: Dejan Filipovic (SRB) |

|                                                               |                 |       |                                                         |                                                                                      |
| 11 oktober WK-kwalificatie № 493 «onderlinge duels» 19:30 uur | Luxemburg       | 1 – 3 | Israël                                                  | Stade Josy Barthel, Luxemburg Toeschouwers: 3.562 Scheidsrechter: Igor Jegorov (RUS) |
| 11 oktober WK-kwalificatie № 493 «onderlinge duels» 19:30 uur | René Peters 14' |       | 2' (pen.) Yossi Benayoun 54' Omer Golan 81' Salim Toama | Stade Josy Barthel, Luxemburg Toeschouwers: 3.562 Scheidsrechter: Igor Jegorov (RUS) |

|                                                               |           |       |          |                                                                                       |
| 15 oktober WK-kwalificatie № 494 «onderlinge duels» 20:15 uur | Luxemburg | 0 – 0 | Moldavië | Stade Josy Barthel, Luxemburg Toeschouwers: 2.157 Scheidsrechter: Marcin Borski (POL) |
| 15 oktober WK-kwalificatie № 494 «onderlinge duels» 20:15 uur |           |       |          | Stade Josy Barthel, Luxemburg Toeschouwers: 2.157 Scheidsrechter: Marcin Borski (POL) |

|                                                                  |                  |       |                    |                                                                                    |
| 19 november Vriendschappelijk № 495 «onderlinge duels» 20:30 uur | Luxemburg        | 1 – 1 | België             | Stade Josy Barthel, Luxemburg Toeschouwers: 4.172 Scheidsrechter: Mike Riley (ENG) |
| 19 november Vriendschappelijk № 495 «onderlinge duels» 20:30 uur | Mario Mutsch 46' |       | 22' Kevin Mirallas | Stade Josy Barthel, Luxemburg Toeschouwers: 4.172 Scheidsrechter: Mike Riley (ENG) |

## FIFA-wereldranglijst
| JAN | FEB | MAR | APR | MEI | JUN | JUL | AUG | SEP | OKT | NOV | DEC |
| --- | --- | --- | --- | --- | --- | --- | --- | --- | --- | --- | --- |
| 149 | 154 | 152 | 157 | 157 | 153 | 152 | 152 | 152 | 123 | 127 | 121 |

## Statistieken
| Jonathan Joubert    | 1979-09-12 | F91 Dudelange        | 9 | 0 | 0 | 26 | 0 |
| Verdediging         |            |                      |   |   |   |    |   |
| Kim Kintziger       | 1987-04-02 | FC Differdange 03    | 8 | 1 | 0 | 26 | 0 |
| Eric Hoffmann       | 1984-06-21 | Etzella Ettelbruck   | 8 | 0 | 0 | 54 | 0 |
| Jeff Strasser       | 1974-10-05 | FC Metz              | 6 | 0 | 1 | 88 | 6 |
| Jean Wagner         | 1969-12-03 | FC Differdange 03    | 4 | 0 | 0 | 7  | 0 |
| Benoît Lang         | 1983-12-19 | CS Fola Esch         | 3 | 1 | 0 | 9  | 0 |
| Massimo Martino     | 1990-09-18 | RFC Union Luxembourg | 2 | 0 | 0 | 2  | 0 |
| Claude Reiter       | 1981-07-02 | Etzella Ettelbruck   | 2 | 0 | 0 | 37 | 1 |
| Clayton de Sousa    | 1988-02-24 | Jeunesse Esch        | 0 | 1 | 0 | 6  | 0 |
| Middenveld          |            |                      |   |   |   |    |   |
| René Peters         | 1981-06-15 | Jeunesse Esch        | 8 | 1 | 2 | 63 | 3 |
| Mario Mutsch        | 1984-09-03 | FC Aarau             | 8 | 0 | 1 | 31 | 1 |
| Gilles Bettmer      | 1989-03-31 | SC Freiburg II       | 7 | 0 | 0 | 23 | 0 |
| Ben Payal           | 1988-09-08 | F91 Dudelange        | 6 | 1 | 0 | 21 | 0 |
| Alphonse Leweck     | 1981-12-16 | Etzella Ettelbruck   | 5 | 4 | 2 | 46 | 4 |
| Claudio Lombardelli | 1987-10-14 | Jeunesse Esch        | 3 | 2 | 0 | 20 | 0 |
| Paul Bossi          | 1991-07-22 | CS Fola Esch         | 3 | 0 | 0 | 3  | 0 |
| Gérard Geisbusch    | 1988-05-04 | CS Fola Esch         | 2 | 0 | 0 | 2  | 0 |
| Sébastien Rémy      | 1974-04-16 | F91 Dudelange        | 2 | 0 | 0 | 52 | 0 |
| Lars Krogh Gerson   | 1990-02-05 | Kongsvinger IL       | 1 | 4 | 0 | 5  | 0 |
| Carlos Ferreira     | 1980-08-24 | Etzella Ettelbruck   | 1 | 1 | 0 | 18 | 0 |
| Jonathan Proietti   | 1982-07-17 | Progrès Niedercorn   | 0 | 1 | 0 | 1  | 0 |
| Aanval              |            |                      |   |   |   |    |   |
| Joël Kitenge        | 1987-11-12 | CS Fola Esch         | 5 | 3 | 1 | 15 | 1 |
| Aurélien Joachim    | 1986-08-10 | FC Differdange 03    | 3 | 4 | 0 | 21 | 0 |
| Stefano Bensi       | 1988-08-11 | KMSK Deinze          | 2 | 0 | 0 | 2  | 0 |
| Daniel da Mota      | 1985-09-11 | Etzella Ettelbruck   | 1 | 5 | 0 | 14 | 0 |
| Žarko Lukić         | 1983-05-22 | UN Käerjeng 97       | 0 | 2 | 0 | 2  | 0 |
| Dan Collette        | 1985-04-02 | Jeunesse Esch        | 0 | 1 | 0 | 19 | 0 |
| Chris Sagramola     | 1988-02-25 | UN Käerjeng 97       | 0 | 1 | 0 | 9  | 2 |
| Naby Twimumu        | 1990-08-24 | Swift Hesperange     | 0 | 1 | 0 | 1  | 0 |

FLF · A-internationals · Bondscoaches · Statistieken · Luxemburgs vrouwenelftal · Luxemburg U21 · Luxemburg U19 · Luxemburg U18 · Luxemburg U17 · Luxemburg U16
1911 – 1919 ·
1920 – 1929 ·
1930 – 1939 ·
1940 – 1949 ·
1950 – 1959 ·
1960 – 1969 ·
1970 – 1979 ·
1980 – 1989 ·
1990 – 1999 ·
2000 – 2009 ·
2010 – 2019 ·
2020 − 2029
OS 1920 · 
OS 1924 · 
OS 1928 · 
OS 1936 · 
OS 1948 · 
OS 1952
1911 · 
1912 · 
1913 · 
1914 · 
1915 · 1916 · 1917 · 1918 · 1919 · 
1920 · 
1921 · 1922 · 1923 · 
1924 · 
1925 · 1926 · 
1927 · 
1928 · 
1929 · 1930 · 1931 · 1932 · 1933 · 
1934 · 
1935 · 
1936 · 
1937 · 
1938 · 
1939 · 
1940 · 
1941 · 1942 · 1943 · 1944 · 
1945 · 
1946 · 
1947 · 
1948 · 
1949 · 
1950 · 
1952 · 
1952 · 
1953 · 
1954 · 
1955 · 
1956 · 
1957 · 
1958 · 
1959 · 
1960 · 
1961 · 
1962 · 
1963 · 
1964 · 
1965 · 
1966 · 
1967 · 
1968 · 
1969 · 
1970 · 
1971 · 
1972 · 
1973 · 
1974 · 
1975 · 
1976 · 
1977 · 
1978 · 
1979 · 
1980 · 
1981 · 
1982 · 
1983 · 
1984 · 
1985 · 
1986 · 
1987 · 
1988 · 
1989 · 
1990 · 
1991 · 
1992 · 
1993 · 
1994 · 
1995 · 
1996 · 
1997 · 
1998 · 
1999 · 
2000 · 
2001 · 
2002 · 
2003 · 
2004 · 
2005 · 
2006 · 
2007 · 
2008 · 
2009 · 
2010 · 
2011 · 
2012 · 
2013 · 
2014 · 
2015 ·
2016 ·
2017 ·
2018 ·
2019 ·
2020 ·
2021
Afghanistan ·
Albanië ·
Algerije ·
Armenië ·
Azerbeidzjan ·
België ·
Bosnië en Herzegovina ·
Brazilië ·
Bulgarije ·
Canada ·
Cyprus ·
DDR ·
Denemarken ·
(West-)Duitsland ·
Egypte ·
Engeland ·
Estland ·
Faeröer ·
Finland ·
Frankrijk ·
Gambia ·
Georgië ·
Griekenland ·
Hongarije ·
Ierland ·
IJsland ·
Israël ·
Italië ·
Japan ·
Joegoslavië ·
Kaapverdië ·
Kameroen ·
Kazachstan ·
Letland ·
Liechtenstein ·
Litouwen ·
Madagaskar ·
Malta ·
Marokko ·
Mexico ·
Moldavië ·
Montenegro ·
Myanmar ·
Nederland ·
Nigeria ·
Noord-Ierland ·
Noord-Macedonië ·
Noorwegen ·
Oekraïne ·
Oostenrijk ·
Polen ·
Portugal ·
Qatar ·
Roemenië ·
Rusland ·
San Marino ·
Saoedi-Arabië ·
Schotland ·
Senegal ·
Servië ·
Servië en Montenegro ·
Slovenië ·
Slowakije ·
Sovjet-Unie ·
Spanje ·
Thailand ·
Togo ·
Tsjechië ·
Tsjecho-Slowakije ·
Turkije ·
Uruguay ·
Verenigde Staten ·
Wales ·
Wit-Rusland ·
Zuid-Korea ·
Zweden ·
Zwitserland